# 谭曾鲁
谭曾鲁（1926年—），号佩参，男，北京人，中国人体解剖学家、细胞生物学家，曾任北京医科大学教授，中国解剖学会理事。